# Lourdesgrotte (Tannheim)
Die Mariengrotte ist eine Lourdesgrotte in Tannheim im Landkreis Biberach in Oberschwaben.

## Lage
Die Lourdesgrotte befindet sich in der Friedhofstraße, unterhalb des Funkenberges und des kirchlichen und gemeindlichen Friedhofes im Oberdorf des Dorfes. Vor der Grotte befindet sich eine Sitzbank aus Holz. An beiden Seitenwänden der Grotte sind mehrere Schilder mit der Aufschrift „Maria hat geholfen“ angebracht.

## Geschichte

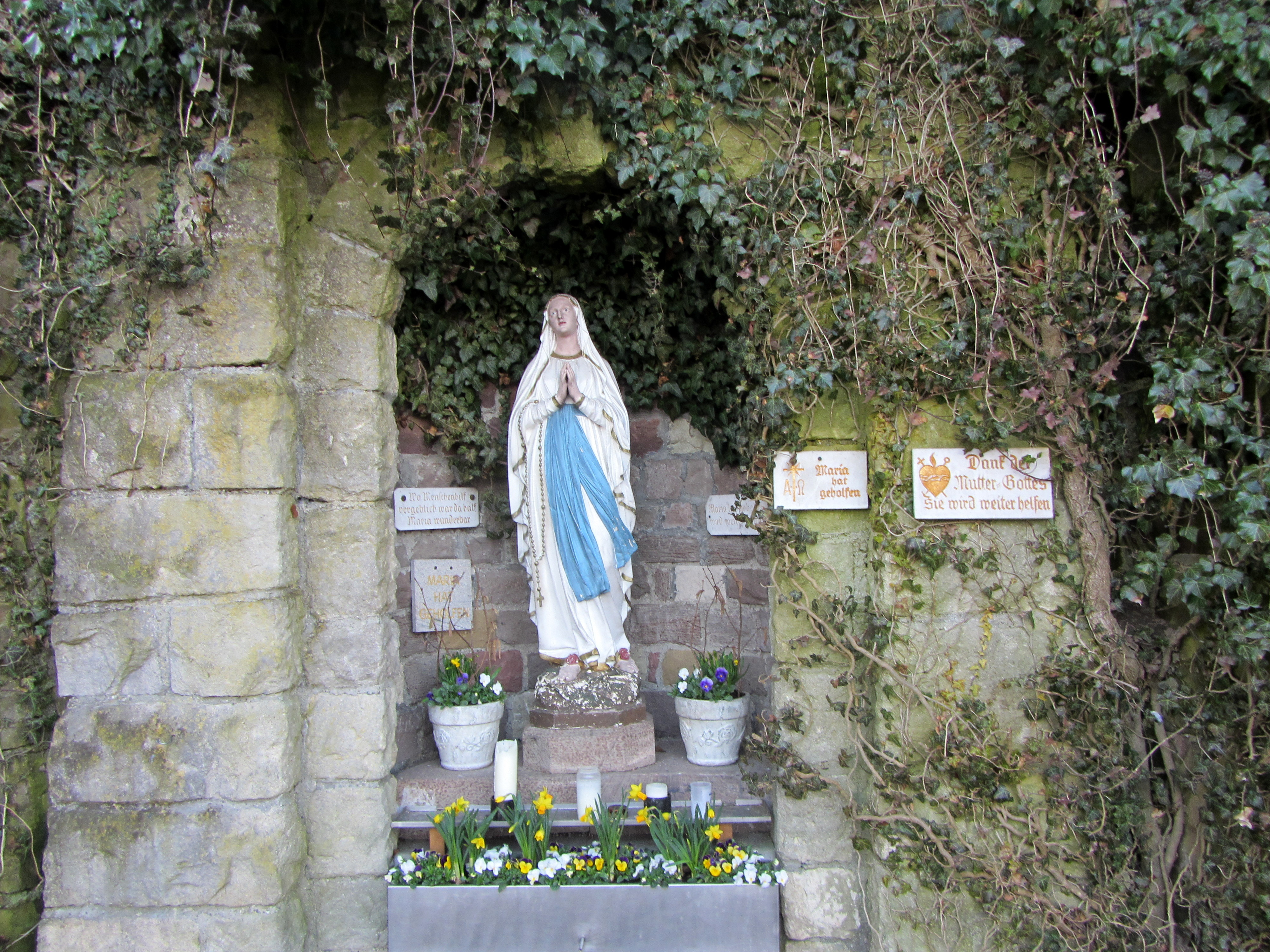
Lourdesgrotte Tannheim (2012)

Die Mariengrotte wurde ursprünglich unter Pfarrer Jacob Braun im ehemaligen Beinhaus eingerichtet. Aufgrund einer Erweiterung des Friedhofs im Jahr 1938 wurde die Lourdesgrotte an ihren heutigen Platz verlegt. Ein Bauer stellte zu diesem Zweck den nahe gelegenen Berghang zur Verfügung. Von einem Maurermeister sowie einem Tannheimer Bürger wurde unter Verwendung alter Grabsteine die heutige Lourdesgrotte errichtet.
Zu Zeiten des Zweiten Weltkrieges fanden ab Herbst 1944 allabendliche Bittgänge zur Grotte statt, um für ein baldiges Kriegsende sowie um Verschonung des Heimatortes zu beten. Als gegen Kriegsende Tannheim, wegen der Nähe zu Memmingen, seines Bahnhofes und des Illerwerkes II Tannheim, immer mehr durch Luftangriffe gefährdet war, befahl Pfarrer Hugo Farny (1934–1961) das Dorf dem Schutz Mariens an und gelobte, bei Verschonung alljährlich eine Prozession zur Lourdesgrotte abzuhalten.
Da Tannheim vom Krieg weitestgehend verschont wurde, wird seither das Skapulierfest im Juli als Tannheimer Fest abgehalten um das Gelöbnis zu erfüllen.